# 浅生ハルミン
浅生 ハルミン（あさお ハルミン、1966年 - ）は、日本のイラストレーター、エッセイスト。

## 経歴
三重県出身。名古屋造形芸術短期大学ビジュアルデザイン科卒業。美学校の写真工房で学んだ。学生援護会やデザイン会社に勤めた後、独立してイラストレーターとなった。
2005年に刊行されたエッセイ『私は猫ストーカー』は、累計発行部数15,000部を記録している。2009年には星野真里主演で映画化された。その他の著書に『江戸・ザ・マニア』などがある。
2021年、町田市民文学館ことばらんどにおいて、開館15周年を記念した展覧会「浅生ハルミン ブック・パラダイス展 猫と古本を愛してやまないあなたに」が開催された。彼女がそれまでに手がけた作品や資料など、約250点の品々が展示された。

## 著書

### 単著
- 『私は猫ストーカー』（洋泉社、2005年）
- 『ハルミンの読書クラブ』（彷徨舎、2008年）
- 『帰って来た猫ストーカー』（洋泉社、2008年）
- 『猫座の女の生活と意見』（晶文社、2009年）
- 『猫の目散歩』（筑摩書房、2010年、のち中公文庫、2016年）
- 『猫のパラパラブックス 猫のあいさつ』（青幻舎、2011年）
- 『猫のパラパラブックス クルクルパーマネントガール』（青幻舎、2011年）
- 『三時のわたし』（本の雑誌社、2011年）
- 『猫のパラパラブックス 猫のきまぐれ』（青幻舎、2012年）
- 『猫のパラパラブックス 猫のランデブー』（青幻舎、2012年）
- 『キッキとトーちゃん ふねをつくる』（芸術新聞社、2012年）
- 『私は猫ストーカー 完全版』（中公文庫、2013年）……『私は猫ストーカー』『帰って来た猫ストーカー』を一冊に合わせた完全版。
- 『猫のパラパラブックス 猫のたんじょうび』（青幻舎、2013年）
- 『猫のパラパラブックス 猫のおかえり』（青幻舎、2015年）
- 『猫のパラパラブックス 猫のプロポーズ』（青幻舎、2015年）
- 『江戸・ザ・マニア』（淡交社、2021年）

### 共著
- 『旅するノラ猫』（イラスト、筑摩書房、2009年、文：嵐山光三郎）
- 『ゆるゆるネコ体操』（イラスト、求龍堂、2013年、文：木次真紀）
- 『真夜中に猫は科学する』（イラスト、亜紀書房、2015年、文：薬袋摩耶）
- 『猫のほそ道』（イラスト、小学館文庫、2017年、文：嵐山光三郎）
- 『人生の童話』（イラスト・文、春陽堂書店、2019年、文：上田信道）
- 『さだじいの戦争かるた』（イラスト、論創社、2022年、文：岩川洋成）